# Marchesato di Pescara

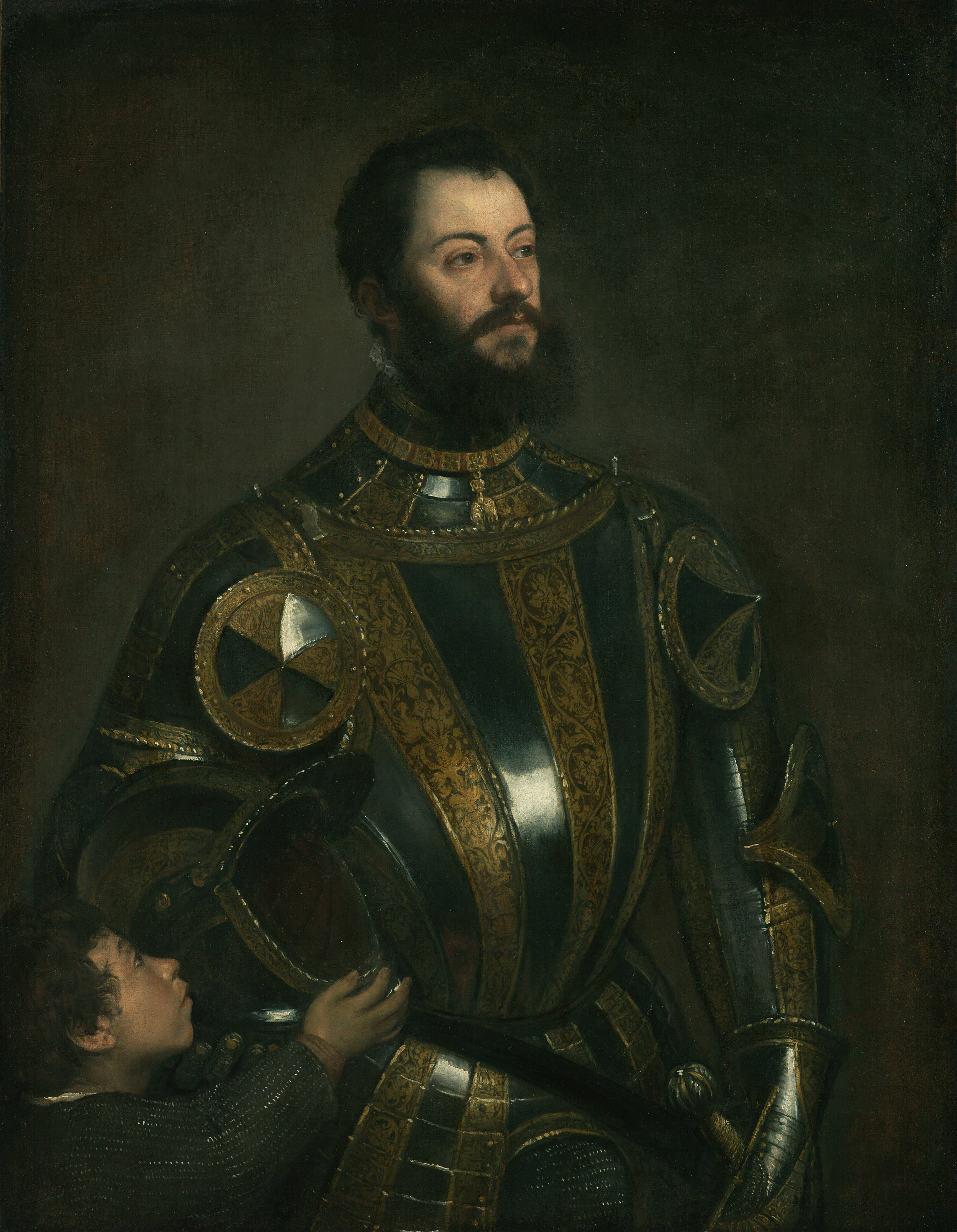
Alfonso d'Avalos, VI marchese di Pescara e II marchese del Vasto

Il marchesato di Pescara è stato un feudo del Regno di Napoli. Fu il primo marchesato creato nel regno: inizialmente creato dal re Ladislao I di Napoli per il condottiero Cecco del Borgo, venne in seguito ricreato nel 1442 dal re Alfonso V d'Aragona per Berardo Gaspare d'Aquino, nipote di Cecco del Borgo. Alla morte del suo V titolare, Fernando Francesco d'Avalos, il marchesato passò a suo cugino Alfonso III d'Avalos d'Aquino marchese del Vasto, e il titolo fu tradizionalmente usato per i primogeniti del marchesato del Vasto. Dal 1806, anno in cui vennero introdotte nel Regno di Napoli le leggi eversive della feudalità, i detentori del titolo cessarono di controllare il relativo territorio, tuttavia il titolo nobiliare continuò a essere trasmesso regolarmente in Italia sino al 1861, e in seguito dal 1974 quando venne rinnovato da Umberto II di Savoia.
La trasmissione del titolo invece si considerò interrotta in Spagna, avendo i discendenti smesso di pagarne i diritti di successione alla corona dal XVII secolo. Venne in seguito restaurato dal Grandato di Spagna il 19 maggio 1928 per un parente collaterale, Joaquín Sanchiz y Quesada, V marchese di Casa Saltillo.
Prende il nome dalla città di Pescara in Abruzzo.

## Marchesi di Pescara
|                                         | Titolare                                         | Periodo         |
| --------------------------------------- | ------------------------------------------------ | --------------- |
|                                         | Cecco del Borgo                                  | 1403 – 1411     |
| Ricreazione di Alfonso V d'Aragona      |                                                  |                 |
| I                                       | Berardo Gaspare d'Aquino                         | 1442 – 1461     |
| II                                      | Francesco Antonio d'Aquino                       | 1461 – 1472 ca. |
| III                                     | Antonella d'Aquino                               | 1472 ca. – 1493 |
| IV                                      | Alfonso II d'Avalos d'Aquino                     | 1493 – 1495     |
| V                                       | Fernando Francesco d'Avalos                      | 1495 – 1525     |
| VI                                      | Alfonso III d'Avalos d'Aquino                    | 1525 – 1546     |
| VII                                     | Francesco Ferdinando d'Avalos d'Aquino d'Aragona | 1546            |
| VIII                                    | Alfonso Felice d'Avalos                          | 1546 – 1571     |
| IX                                      | Isabella d'Avalos d'Aquino d'Aragona             | 1571 – 1593     |
| X                                       | Ferdinando Francesco d'Avalos d'Aquino d'Aragona | 1593 – 1648     |
| XI                                      | Diego I d'Avalos d'Aquino d'Aragona              | 1648 – 1665     |
| XII                                     | Francesco Ferdinando d'Avalos d'Aquino d'Aragona | 1665 – 1672     |
| XIII                                    | Diego d'Avalos d'Aquino d'Aragona                | 1672 – 1690     |
| XIV                                     | Cesare Michelangelo d'Avalos d'Aquino d'Aragona  | 1690 – 1729     |
| XV                                      | Giovan Battista d'Avalos d'Aquino d'Aragona      | 1729 – 1749     |
| XVI                                     | Diego II d'Avalos d'Aquino d'Aragona             | 1749 – 1764     |
| XVII                                    | Tommaso d'Avalos d'Aquino d'Aragona              | 1764 – 1806     |
| XVIII                                   | Ferdinando d'Avalos d'Aquino d'Aragona           | 1806 – 1841     |
| XIX                                     | Alfonso V d'Avalos d'Aquino d'Aragona            | 1841 – 1861     |
| Rinnovazione di Umberto II di Savoia    |                                                  |                 |
| XX                                      | Francesco d'Avalos d'Aquino d'Aragona            | 1974 – 2014     |
| XXI                                     | Andrea d'Avalos d'Aquino d'Aragona               | dal 2014        |
| Restaurazione di Alfonso XIII di Spagna |                                                  |                 |
| XIV                                     | Joaquín Sanchiz y de Quesada                     | 1928 – 1935     |
| XV                                      | José Joaquín Sanchiz y Álvarez de Quindos        | 1950 – 1980     |
| XVI                                     | José María Sanchiz y Gil de Avalle               | 1980 – 2018     |
| XVII                                    | José Ángel Martínez y Sanchiz                    | dal 2020        |

## Storia dei marchesi di Pescara

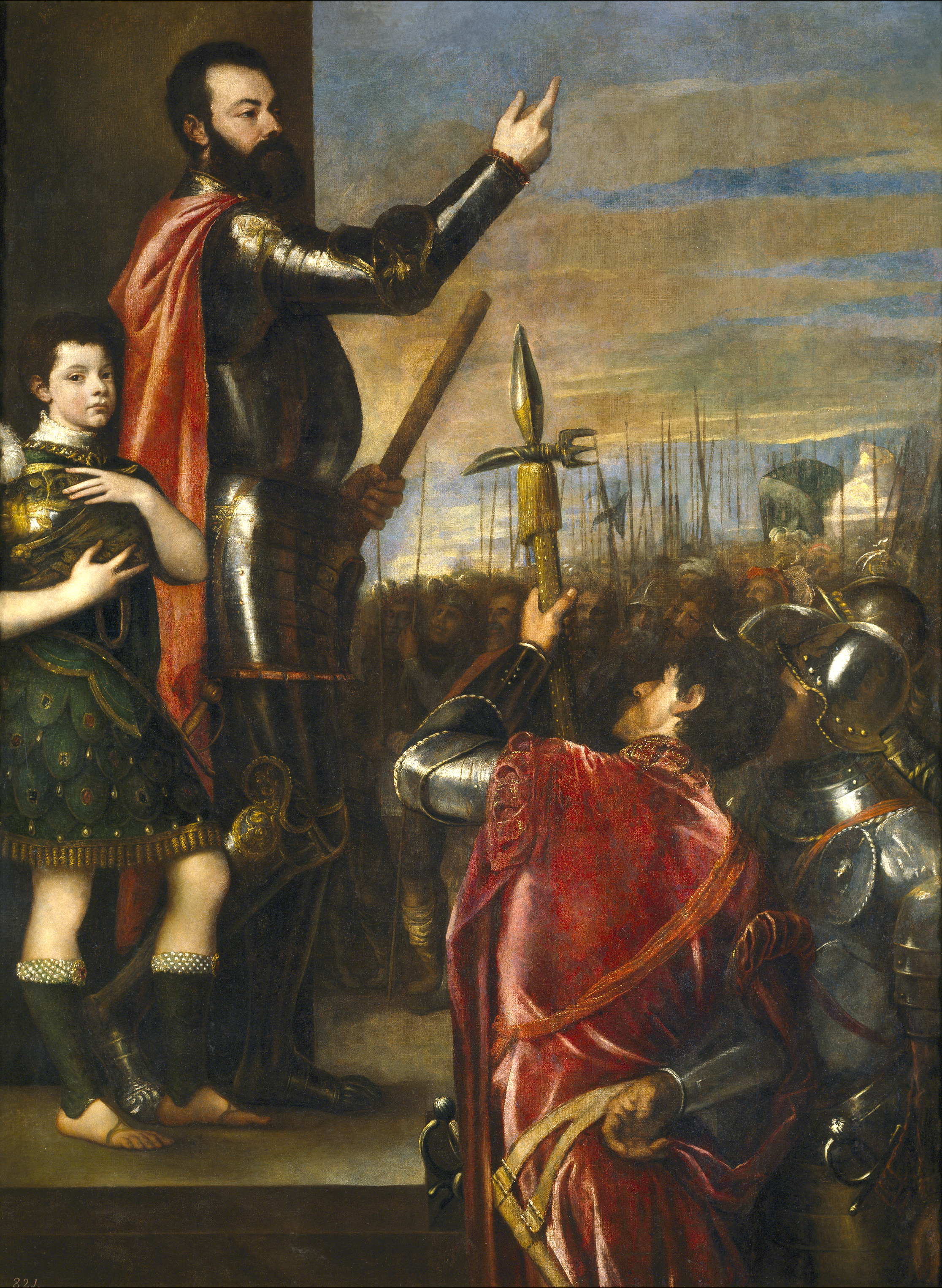
Alfonso III d'Avalos, VI marchese di Pescara e II marchese del Vasto

- Berardo Gaspare d'Aquino († 1461), I marchese di Pescara,

sposato con Beatrice Caetani, figlia dei signori di Sermoneta. Gli succedette suo figlio:
- Francesco Antonio d'Aquino († 1472 ca.), II marchese di Pescara.

sposato con Francesca Orsini, senza discendenti. Gli succedette sua sorella:
- Antonella d'Aquino († 1493), III marchesa di Pescara.

sposata con Innico I d'Avalos, I conte di Monteodorisio, figlio del connestabile di Castiglia Ruy López Dávalos, I conte di Ribadeo e della sua terza sposa, Constanza de Tovar. Gli succedette suo figlio:
- Alfonso II d'Avalos d'Aquino († 1495), IV marchese di Pescara.

sposato con Diana de Cardona, figlia dei conti di Collesano. Gli succedette suo figlio:
- Fernando Francesco d'Avalos (1490-1525), V marchese di Pescara.

sposato con Vittoria Colonna, figlia di Fabrizio Colonna, I duca di Paliano. Gli succedette suo cugino, figlio di Innico d'Avalos, I marchese del Vasto, fratello del IV marchese di Pescara:
- Alfonso III d'Avalos d'Aquino (1502-1546), principe di Francavilla, II marchese del Vasto, VI marchese di Pescara.

sposato con Maria d'Aragona, figlia di Ferdinando d'Aragona, I duca di Montalto. Gli succedette suo figlio:
- Francesco Ferdinando d'Avalos d'Aquino d'Aragona (1531-1571), principe di Montesarchio, III marchese del Vasto, VII marchese di Pescara.

sposato con Isabella Gonzaga, figlia di Federico II Gonzaga e Margherita Paleologa. Gli succedette suo figlio:
- Alfonso Felice d'Avalos (1564-1593), IV marchese del Vasto, VIII marchese di Pescara.

sposato con Lavinia Feltria della Rovere, figlia di Guidobaldo II della Rovere, duca di Urbino. Gli succedette sua figlia:
- Isabella d'Avalos d'Aquino d'Aragona (1585-1648), principessa di Francavilla, V marchesa del Vasto, IX marchesa di Pescara.

sposata con suo zio Innico III d'Avalos, figlio di Cesare d'Avalos, I marchese di Padula, fratello del III marchese del Vasto. Gli succedette suo figlio:
- Ferdinando Francesco d'Avalos d'Aquino d'Aragona (1601-1665), principe di Francavilla, VI marchese del Vasto, X marchese di Pescara.

sposato con Geronima Doria, figlia dei principi di Melfi. Senza discendenti, gli succedette suo fratello:
- Diego I d'Avalos d'Aquino d'Aragona († 1697), VII marchese del Vasto, XI marchese di Pescara.

sposato con Francesca Giulia Maria Carafa della Roccella, figlia dei principi di Roccella. Gli succedette suo figlio:
- Francesco Ferdinando d'Avalos d'Aquino d'Aragona (1651-1672), XII marchese di Pescara.

sposato con Isabel Sarmiento de los Cobos, figlia dei marchesi di Camarasa. Gli succedette suo figlio:
- Diego d'Avalos d'Aquino d'Aragona (1672-1690), XIII marchese di Pescara.

Senza discendenti, gli succedette suo zio, fratello di suo padre:
- Cesare Michelangelo d'Avalos d'Aquino d'Aragona (1667-1729), principe del Sacro Romano Impero, VIII marchese del Vasto, XIV marchese di Pescara.

sposato con sua cugina Ippolita d'Avalos d'Aquino, figlia di Francesco d'Avalos, II principe di Troia, e di Giulia d'Avalos d'Aquino, IV principessa di Montesarchio. Senza discendenza, gli succedette suo nipote, figlio di Nicola d'Avalos d'Aquino, V principe di Montesarchio:
- Giovan Battista d'Avalos d'Aquino d'Aragona (1694-1749), principe del Sacro Romano Impero, VI principe di Montesarchio e IV di Troia, IX marchese del Vasto, XV marchese di Pescara.

sposato la prima volta con Silvia Spinelli, figlia dei principi di Tarsia, e in seguito con Luisa di Sangro, figlia dei duchi di Casacalenda. Senza discendenti, gli succedette suo fratello:
- Diego II d'Avalos d'Aquino d'Aragona (1697-1764), principe del Sacro Romano Impero, VII principe di Montesarchio e V di Troia, X marchese del Vasto, XVI marchese di Pescara.

sposato con Eleonora Acquaviva d'Aragona, figlia dei duchi di Nardò. Gli succedette suo figlio:
- Tommaso d'Avalos d'Aquino d'Aragona (1752-1806), principe del Sacro Romano Impero, VIII principe di Montesarchio e VI di Troia, XI marchese del Vasto, XVII marchese di Pescara.

sposato con Francesca Caracciolo, figlia dei duchi di Lavello. Gli succedette suo nipote:
- Ferdinando d'Avalos d'Aquino d'Aragona (1794-1841), principe del Sacro Romano Impero, IX principe di Montesarchio e VII di Troia, XII marchese del Vasto, XVIII marchese di Pescara.

sposato con Giulia Gaetani, figlia dei duchi di Laurenzana. Gli succedette suo fratello:
- Alfonso V d'Avalos d'Aquino d'Aragona (1796 -1862), principe del Sacro Romano Impero, IX principe di Montesarchio e VIII di Troia, XIII marchese del Vasto, XIX marchese di Pescara.

Rinnovato in Italia nel 1974 per:
- Francesco d'Avalos d'Aquino d'Aragona (1930-2014), principe del Sacro Romano Impero, XI principe di Pescara, VII duca Avalos, XIV marchese del Vasto, XX marchese di Pescara.

sposato con Antonella Nughes Serra
- Andrea d'Avalos d'Aquino d'Aragona (n. 1971), principe del Sacro Romano Impero, XV marchese del Vasto, XXI marchese di Pescara.

Restaurato in Spagna nel 1928 per:
- Joaquín Sanchiz y de Quesada (1868-1949), V marchese di Casa Saltillo, II conte di Ulloa de Monterrey (riabilitato a suo favore nel 1928), XIV marchese di Pescara.

sposato con María Álvarez y González de Castejón. Nel 1935 cedette il marchesato a suo figlio, che lo rivendicò nel 1950:
- José Joaquín Sanchiz y Álvarez de Quindos (1904-1978), VI marchese di Casa Saltillo, III conte di Chacón, XV marchese di Pescara.

sposato con María de las Mercedes Gil de Avalle y Gascó. Gli succedette nel 1980 suo figlio:
- José María Sanchiz y Gil de Avalle, VII marchese di Casa Saltillo, XVI marchese di Pescara.

sposato con María Isabel Gordón y Sanchiz. Gli succedette nel 2020:
- José Ángel Martínez y Sanchiz, VIII marchese di Casa Saltillo, XVII marchese di Pescara.